# Kylviktjärnen
Kylviktjärnen är en sjö i Vindelns kommun i Västerbotten och ingår i Sävaråns huvudavrinningsområde. Sjön har en area på 0,0811 kvadratkilometer och ligger 241,2 meter över havet.

## Delavrinningsområde
Kylviktjärnen ingår i det delavrinningsområde (715186-170265) som SMHI kallar för Utloppet av Storsävarträsket. Medelhöjden är 250 meter över havet och ytan är 25,14 kvadratkilometer. Räknas de 50 avrinningsområdena uppströms in blir den ackumulerade arean 335,5 kvadratkilometer. Avrinningsområdets utflöde Sävarån (Lossmenån) mynnar i havet. Avrinningsområdet består mestadels av skog (45 procent) och sankmarker (16 procent). Avrinningsområdet har 8,34 kvadratkilometer vattenytor vilket ger det en sjöprocent på 33,2 procent.